# عملیات بخارا (۱۹۲۰)
عملیات بخارا یک درگیری نظامی میان جمهوری سوسیالیستی فدراتیو روسیه شوروی و بخاراییان جوان علیه امارت بخارا بود. این جنگ میان ۲۸ اوت و ۲ سپتامبر ۱۹۲۰ به طول انجامید و با شکست امارت بخارا خاتمه یافت و جمهوری خلق شوروی بخارا جایگزین امارت شد.

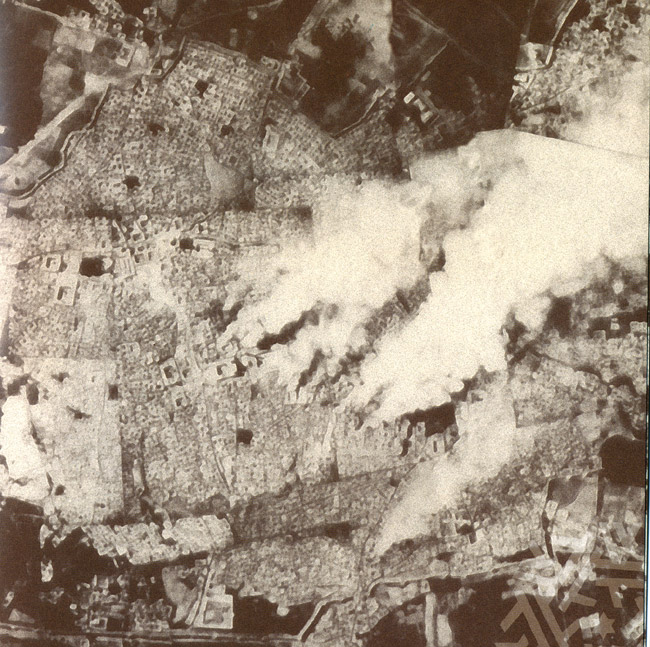
آتش‌سوزی در بخارا در محاصره نیروهای ارتش سرخ، ۱ سپتامبر ۱۹۲۰